# Blockstelle Jägerberg

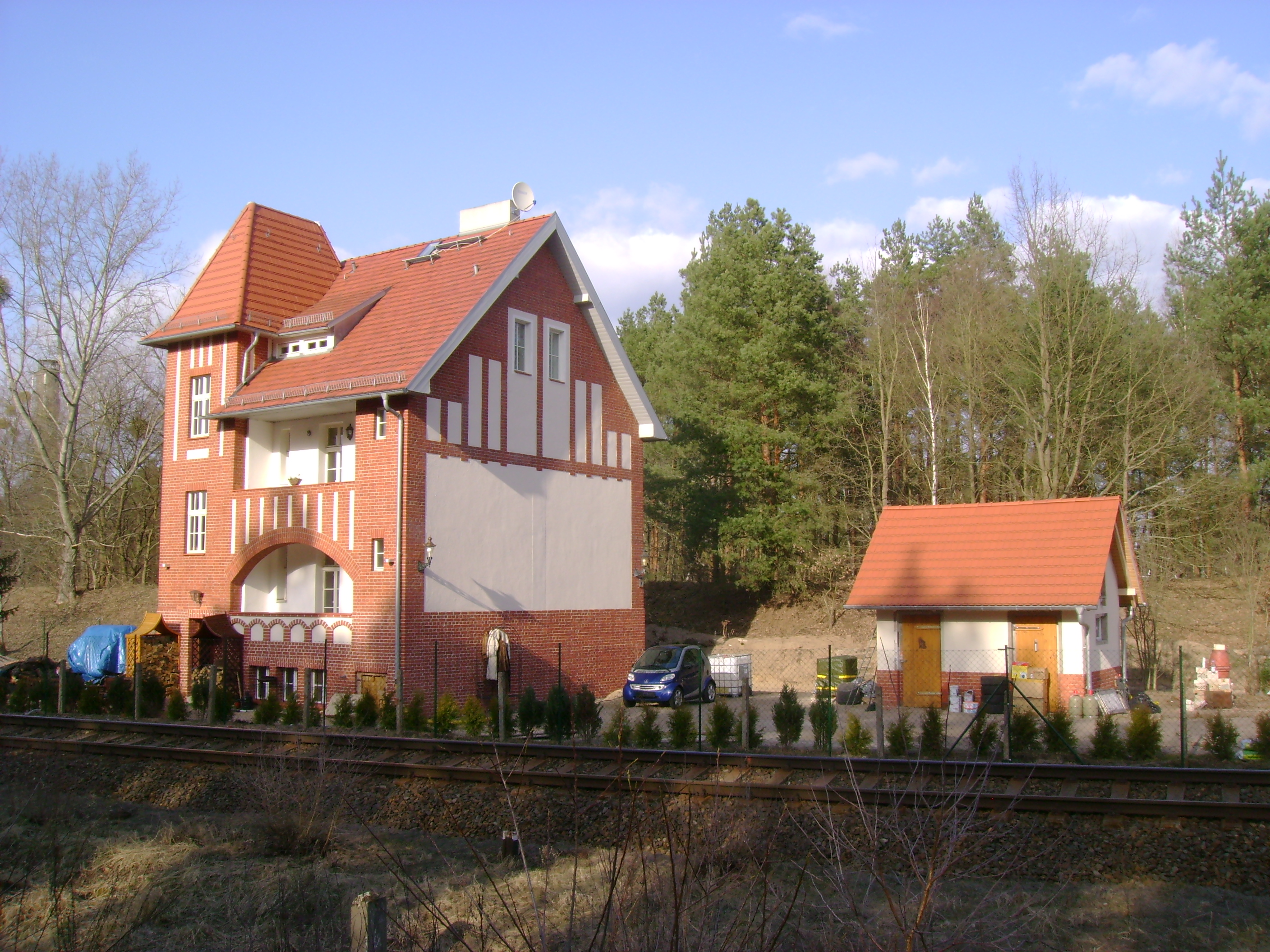
Beamtenwohnhaus mit Nebengebäude an der Kremmener Bahn

Die Blockstelle Jägerberg war eine Bahnanlage an der Kremmener Bahn zwischen den späteren Haltepunkten Hennigsdorf Nord und Hohenschöpping. Die Anlage wurde 1910 als Bk 12 in Betrieb genommen. Die Blockstelle diente bis zum 28. Juni 1973 ihrem Zweck. Anschließend wurde sie vom Netz genommen und das Stellwerksgebäude abgerissen. Das dazugehörige Beamtenwohnhaus mit Nebengebäude, das den Bahnmitarbeitern als Wohngebäude diente, entstand um 1900 und steht unter Denkmalschutz. Es wurde im Jahr 2008 saniert.